# Замак Драхенбург
Замак Драхенбург (нем. Schloss Drachenburg) је приватна вила стилизована као палата и изграђена крајем 19. века. Радови су почели 1882. године и завржени су две године касније. Замак се налази на брду Драхенфелс у Кенигсвинтеру, немачком граду на источној обали Рајне, јужно од града Бона.
Вила је у власништву Државне фондације Северне Рајне-Вестфалије. Замак културно-историјски спада у контекст ренесансе замка Рајнског романтизма, 1986. године стављен је под заштиту споменика, а 1990. године стављен је под фондацију Северне Рајне-Вестфалије за очување природе, домовине и културе. Од 1995. до 2010. године је враћен у првобитно стање и проширен у неку врсту музеја.

## Историја
Степхан Сартер је рођен у Бону и, након што је завршио школу, био је шегрт у банци у Келну. Прешао је у банку и завршио као тржишни аналитичар у Паризу. Тргујући за свој рачун, стекао је богатство и пријавио се за патент племства 1881. Наставио је да живи у Паризу до краја свог живота, али је такође желео да живи у овом замку.
Почетне планове за замак израдили су дортмундски архитекти, Бернхард Тусхаус и Лео вон Абема, а изградња је почела 1882. Говори се да се Сартер посвађао са правим архитектама и да је довео Вилхелма Хофмана, који је живео у Паризу, да заврши посао.
Сартер је умро као нежења 1902. године и његово имање, укључујући и замак , био подељен међу бројним рођацима. Један од његових нећака, Јакоб Хуберт Бисенбах, бонски адвокат, схватио је потенцијал зграде као туристичке атракције и откупио остале легате за 390.000 марака. 1930. године замак је продат Хришћанској Браћи, који су замак претворили у школу.
Крајем 1930-их, школа је дошла у све већи сукоб са Нацистичком партијом и затворена је 1938. Године 1940. продат је Немачком радном фронту који је тамо основао школу Адолфа Хитлера.
После рата, замак је постао власништво државе Северна Рајна, Вестфалија, која га је изнајмила Савезним железницама као објекат за обуку док се нису преселили у наменске просторије у Вуперталу 1959. године.